# Hany Ramzy
Pour les articles homonymes, voir Ramzy.
Hany Guda Ramzy (arabe : هاني جودة رمزي) (né le 10 mars 1969 au Caire) est un footballeur égyptien qui évoluait au poste de défenseur central. Il s'est reconverti entraineur. Il est actuellement entraîneur adjoint de l'Égypte.

## Biographie
Après avoir disputé le Mondial 1990 avec la sélection égyptienne, il entame une longue carrière en Europe, à Neuchâtel Xamax. À l'été 1994, il devient le premier joueur égyptien à jouer en Bundesliga, lorsqu'il est engagé par le Werder Brême. 
Il a pris sa retraite de joueur en 2006. Il est désormais entraîneur de l'Équipe d'Égypte olympique de football
Il qualifie cette dernière pour les Jeux olympiques d'été de 2012 en arrivant 3e à la CAN U23 en 2011.
Le 13 novembre 2012, il est nommé entraineur du club belge de Lierse SK.

### Lierse SK
Le 13 novembre à la suite de sa nomination en tant que manager du club il déclara : « Je connais bien ce pays. N'oubliez pas que j'ai été l'adjoint de Gerets, qui n'est pas un inconnu en Belgique. C'est maintenant à nous de replacer le Lierse où il doit se situer. Au sommet du classement. Avec ce 'modèle anglais d'entraîneur' cela réussira. Le revirement doit se produire samedi. Je pense qu'il faut renforcer l'équipe avec quatre nouveaux joueurs. Je serai présent à chaque entraînement. Je veux avoir mes deux entraîneurs de terrain près de moi. Qui est T1, T2 ou T3? C'est sans importance. Nous allons soigner le Lierse et le rendre de nouveau compétitif. Une durée du contrat n'a pas été fixée. Notre contrat est d'une durée indéterminée ».

## Clubs
- 1987-1990 :  Al Ahly SC
- 1990-1994 :  Neuchâtel Xamax
- 1994-1998 :  Werder Brême
- 1998-2005 :  FC Kaiserslautern
- 2005-2006 :  1.FC Sarrebruck

## Palmarès
- Champion d'Égypte en 1989 avec Al Ahly SC
- Vainqueur de la Coupe d'Égypte en 1989 avec Al Ahly SC
- Vainqueur de la Coupe afro-asiatique en 1988 avec Al Ahly SC
- Vice-Champion d'Allemagne en 1995 avec le Werder Brême

## Équipe nationale
- 124 sélections en équipe d'Égypte entre 1988 et 2003
- Vainqueur de la Coupe d'Afrique des Nations 1998
- Participation à la coupe du monde en 1990